# 11413 Catanach
11413 Catanach eller 1999 JG21 är en asteroid i huvudbältet som upptäcktes den 10 maj 1999 av LINEAR i Socorro County, New Mexico. Den är uppkallad efter Therese Anne Catanach.
Asteroiden har en diameter på ungefär 4 kilometer.